# آرگوند
آرگوند (به انگلیسی: Aregund)

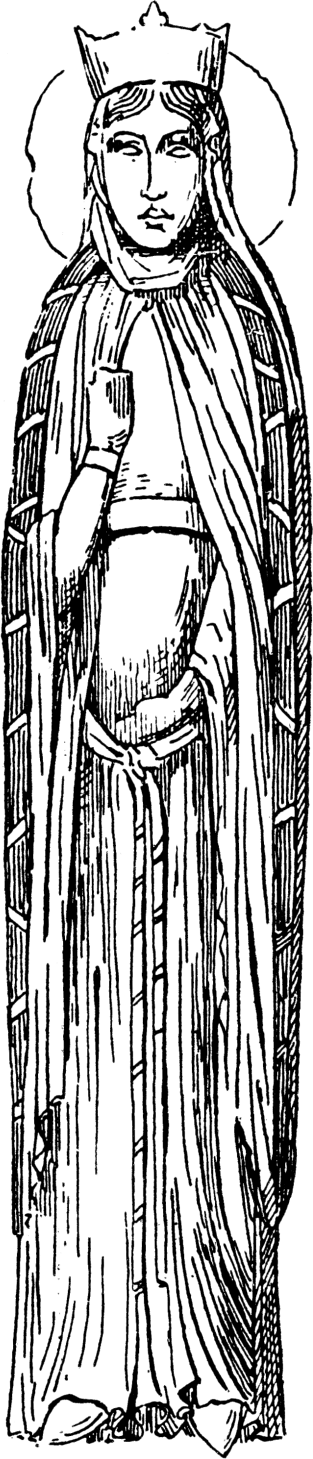
آرگوند

آرگوند یا آرگاندا یا آرنگاندایا آرگوندا همسر کلوتار یکم و ملکه فرانک‌ها بود او همچنین مادر شیلپریک یکم پادشاه مروونژیِ نوستریا از سال ۵۶۱ تا زمان مرگش بود او خواهر اینگوند همسر دیگر کلوتار یکم بود این دو دختران بادریک پادشاه تورینگا بود معروف است که اینگوند از اینکه خواهرش مجرد بماند بسیار نگران بود و از همسرش کلوتایر خواسته بود تا برای آرگوند شوهر پیدا کند.